# 弗勒讷斯 (滨海塞纳省)
弗勒讷斯（法語：Freneuse，法語發音：[fʁənøz]）是法国滨海塞纳省的一个市镇，属于鲁昂区。

## 地理
弗勒讷斯（49°18'29"N, 1°3'47"E）面积3.18 平方千米，位于法国诺曼底大区滨海塞纳省，该省份为法国北部沿海省份，其西部及北部濒大西洋英吉利海峡，东起顺时针与索姆省、瓦兹省、厄尔省和卡爾瓦多斯省接壤。
与弗勒讷斯接壤的市镇（或旧市镇、城区）包括：塞纳河畔克里克伯夫、马尔托、克莱翁、圣欧班莱塞尔伯夫、圣皮埃尔-莱塞尔伯夫、索特维尔苏勒瓦勒、图维尔拉里维耶尔。
弗勒讷斯的时区为UTC+01:00、UTC+02:00（夏令时）。

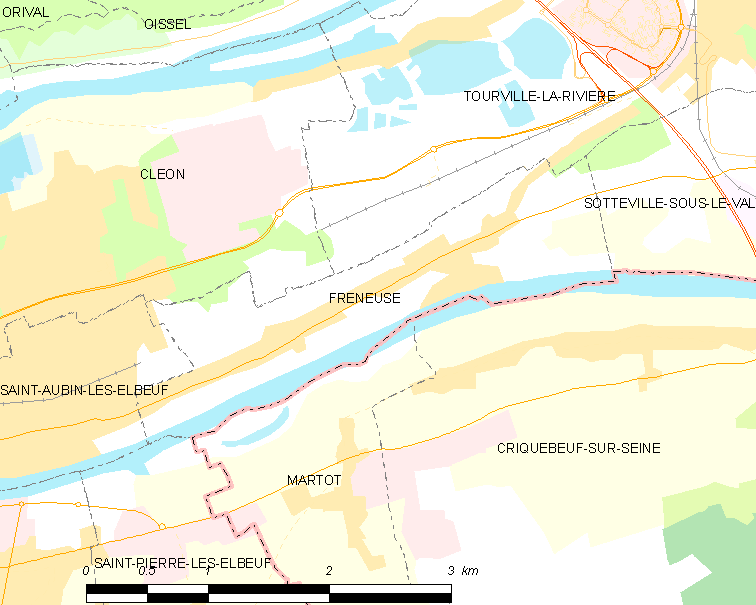
弗勒讷斯的OSM定位图

## 行政
弗勒讷斯的邮政编码为76410，INSEE市镇编码为76282。

## 政治
弗勒讷斯所属的省级选区为科德贝克-莱塞尔伯夫县。

## 人口

1962-2008年间弗勒讷斯人口变化图示

弗勒讷斯于2022年1月1日时的人口数量为993人。